# Staffan Svensson
Staffan Svensson (* 28. August 1963 in Falkenberg, Hallands län) ist ein schwedischer Jazzmusiker (Trompete).

## Wirken
Svensson arbeitete bereits während der Zeit seines Musikstudiums 1983–87 intensiv mit den schwedischen Ensembles Entra und Surge (For the Time Being, 1996), dem norwegischen Ensemble Oslo 13, den dänischen Formationen Embla um Niels Praestholm, Ok nok Kongo, dem Copenhagen Art Ensemble und einer Reihe anderer, hauptsächlich skandinavischer Künstler. 1988 entstanden Aufnahmen mit Anders Jormin. In den folgenden Jahren arbeitete er u. a. mit Per Husby, Johannes Lundberg, Cennet Jonsson, Mats Eklöf, Johan Borgström, Joakim Milder, Rigmor Gustafsson, Lina Nyberg und der Bohuslän Big Band. 2003 war er Mitglied in Andrew Hills Jazzpar Nonett (The Day the World Stood Still).
In den letzten Jahren arbeitete Svensson im Quartett Lighthouse mit Peter Danemo, Malin Wättring und Magnus Bergström. In Thomas Markusson Gruppe Open arbeitete er mit Naoko Sakata und Cornelia Nilsson; ferner gehörte er zum Loïc Dequidt Kvartett (mit Mattias Hjort und Peter Nilsson). 2022 legte er im Trio Dishwasher mit dem Schlagzeuger Per Anders Skytt und dem Gitarristen Gunnar Backman die beiden Alben Layers // Day 1 & 2 vor.
Außerdem war Svensson mit dem SubHarmonic Orchestra im Bereich der Jazz-Elektronik tätig und beteiligte sich an der Begegnung zeitgenössischer klassischer Komponisten mit improvisierenden Musikern. Im Bereich des Jazz war er laut Tom Lord zwischen 1988 und 2012 an 47 Aufnahmesessions beteiligt, ab den 2010er-Jahren auch mit Georg Riedel/Mattias Ståhl, Bengt Berger und Harald Svensson.

## Preise und Auszeichnungen
2004 erhielt Svensson den Jazzkatten von Sveriges Radio in der Kategorie „Musiker, die eine größere Anerkennung verdienen/Grand Cru“. Für „innovative Bemühungen im schwedischen Jazzumfeld“ wurde ihm 2005 die Jazzkannan vom Svenska Jazzriksförbundet überreicht.

## Diskographische Hinweise
- Gunnar Backman / Staffan Svensson / Anders Berg: Parchment (2024)